# 赫尔曼·高特
赫尔曼·高特（荷蘭語：Herman Gorter，1864年11月26日—1927年9月15日）是來自於荷兰的杰出诗人及左翼共產主義者。

## 簡述
赫爾曼·高特促成了荷兰19世纪80年代的文学复兴，推动了「为艺术而艺术」的美学运动，1889年首次发表诗歌《五月》，他以印象派的手法将五月拟人化，描写了荷兰春天的美景。高特后来摒弃了盛行於八十年代的个人主义，開始醉心于共产主义理想，他在1916年诗歌《潘》中因早前受到马克思主义启发一事而描绘了一个乌托邦的世界。他曾加入荷兰社会民主工党。
赫爾曼·高特在2004年的最伟大的荷兰人的评选中排名第181位。

## 批評
擁護馬克思主义的麥肯力斯派（Mechanics）人士弗拉基米爾·薩拉比亞諾夫曾於1921年在蘇聯文學期刊《红色处女地》上發表文章，作者在文中非常嚴厲地批評赫爾曼·高特，聲稱高特對馬克思主義理論毫不了解，而且持有非常錯誤的觀點和實際上奉信帶有小資產階級色彩的人民主義等等。